# Przejma (województwo mazowieckie)
Przejma – wieś w Polsce położona w województwie mazowieckim, w powiecie sochaczewskim, w gminie Iłów. Ma status sołectwa.
W latach 1975–1998 miejscowość administracyjnie należała do województwa płockiego.